# Chaetophractus
Genre
Chaetophractus (ou Chétophractes) est un genre de tatous de la sous-famille des Euphractinae.

## Répartition
Chaetophractus ne se trouve qu'au Chili, en Bolivie, au Paraguay, au Pérou et en Argentine.

## Liste des espèces
Selon NCBI (1 mars 2012) et selon ITIS (1 mars 2012) :
- Chaetophractus nationi (Thomas, 1894) — Tatou des Andes
- Chaetophractus vellerosus (Gray, 1865) — Petit tatou velu
- Chaetophractus villosus (Desmarest, 1804) — Grand tatou velu

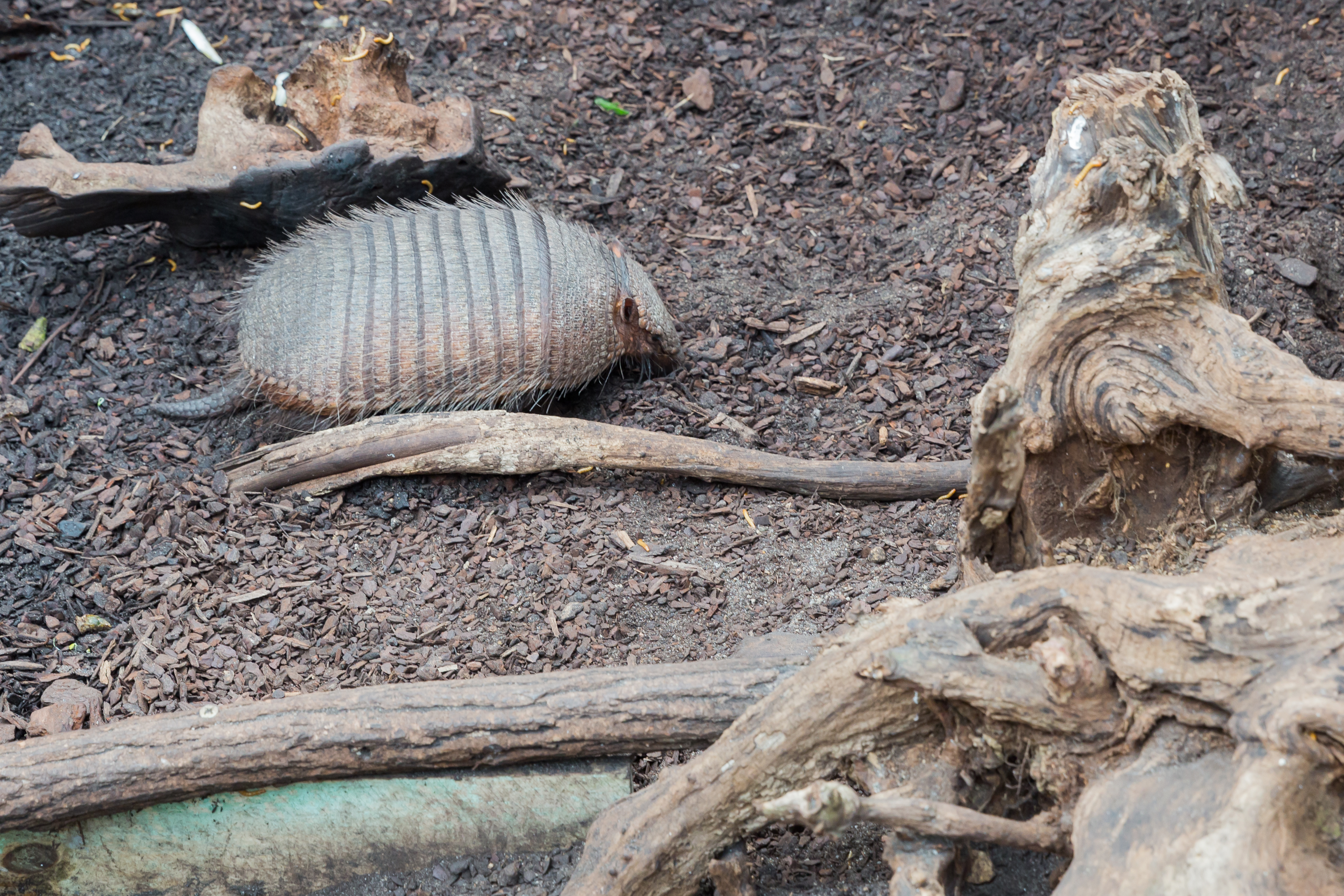
Chaetophractus villosus (Grand tatou velu)